# Grenzkontrollpunkt Helmstedt-Marienborn
Grenzkontrollpunkt Helmstedt–Marienborn eller Checkpoint Alpha (på DDRs side betegnet Grenzübergangsstelle Marienborn) lå ved byerne Helmstedt i Niedersachsen i det daværende Vesttyskland og Marienborn i Sachsen-Anhalt i Østtyskland og og var en af de største og mest betydningsfulde grænseovergange på den tysk-tyske grænse, da Tyskland var delt. Grænseovergangen beskæftigede hen ved 1.000 vagter, toldere og Stasi-agenter.
På grund af den geografiske nærhed til Vestberlin blev størstedelen af transittrafikken mellem Vesttyskland og Vestberlin afviklet her. Desuden tjente den som grænseovergang for trafik til DDR, Polen og tidligere Tjekkoslovakiet. Grænseovergangen var i drift fra 1945 til 1990.
Grænsekontrolstationen blev oprettet 1. juli 1945 af de fire allierede sejrsmagter ved overgangen mellem den britiske og sovjetiske besættelseszone. Den kontrollerede «interzonetrafikken» på jernbanen og biltrafikken på den daværende Reichsautobahn Hannover-Berlin.
Med tiden fik den tilnavnet Checkpoint Alpha af de vestallierede. Kontrolpunktet Dreilinden-Drewitz længere øst på grænseovergangen mellem DDR og Vestberlin fik navnet Checkpoint Bravo og Checkpoint Charlie blev betegnelsen for grænseovergangen mellem Vestberlin og Østberlin i Friedrichstrasse i Berlin.
Efterhånden som spændingen mellem de vestallierede og Sovjetunionen øgedes i løbet af den kolde krig, blev grænsekontrolanlæggene udbygget og forstærket.

## Film
- Halt! Hier Grenze – Auf den Spuren der hen innerdeutschen Grenze, Dokumentarfilm, Tyskland 2005